# Storeggaskredet
De tre storeggaskred var en række enorme jordskred, der betragtes som nogle af de største undersøiske skred nogensinde. De skete for omkring 8000 år siden, ved Norges kontinentalsokkel, omkring 100 km nordvest for Møre og Romsdals kyst, og skabte en enorm tsunami i Norskehavet. Kollapset involverede omkring 290 km af kystsoklen og omkring 3.500 km³ mudder, sten og andet. Området, der styrtede ned, var på størrelse med Danmark, tilsvarende Islands areal i en dybde af 34 m. På kanten af norsk sokkel, mod fiskebanken Storegga, fandt man under oliesøgningen i 1970'erne en afgrund, brat ned fra 250 meters dybde til 500 meter. På havbunden under skredkanten og helt ned til 3.000 meter ligger rester af skredet, med klipper op til en km i diameter.

## Tidsfæstelse
På baggrund af kulstof 14-datering fra plantemateriale fra sedimenter aflejret af tsunamien, skete det seneste skred omkring 6225–6170 f.v.t. I Skotland er der fundet spor af den efterfølgende tsunami med aflejret sediment i Montrose Basin ved Firth of Forth omkring 80 km inde i landet og 4 meter over normalt havniveau ved højvande. En nylig teori forbinder Storeggaskredet med oversvømmelsen af den hypotetiske ø Viking-Bergenøen.

## Gasfeltet
Som en del af forberedelserne til gasfeltet Ormen Lange blev begivenheden grundigt undersøgt. En af konklusionerne var, at jordskreddet blev forårsaget af materiale, som var blevet opbygget under den tidligere istid, og at en gentagelse kun er tænkelig i forbindelse med en ny istid. Rapporten, der ligger til baggrund for denne konklusion, blev offentliggjort i 2004. Tidligere blev det konkluderet, at udviklingen af Ormen Lange ikke ville øge risikoen for et nyt jordskred. En sådan katastrofe ville udløse en meget stor tsunami, der vil være ødelæggende for kystområdet i Nordsøen og Norskehavet.

## Fund
Skjult i bunden af indsøer fandt man i 1983 de første spor efter Storegga-flodbølgen. I indsøer i Bjugn dukkede rester af fiskeben og skaldyr op, selv om indsøerne lå op til 8 meter over datidens havniveau. Tidligere havde man troet, at tsunamier  kun var knyttet til Stillehavet, og forårsaget af undersøiske jordskælv. Nu fandt man havsand i Almestad-mosen på Gurskøya på Sunnmøre. I 1993 startede systematiske undersøgelser, der afdækkede lignende sandlag i et stort antal indsøer på Vestlandet.  Flodbølgen må være nået 10-12 meter over vandstanden langs med Møres kyst. I det nordlige Troms, 2.000 km nord for skredet, kom bølgerne op i ti meters højde.  Fjordene fyldtes med enorme vandmasser. I enkelte fjorde kan vandet være steget med op til 50 meter. På Shetland har bølgen været over 20 meter høj, på Færøerne 15 meter. I Inverness i Skotland er der spor efter en boplads, hvor redskaberne ligger strøet omkring i sandlaget, som om en gruppe jægere er blevet overrasket af flodbølgen.  I ældre stenalder lå der mange bopladser langs med kysterne. Stenalderfolket var blevet mindre hårdt ramt, hvis den var indtruffet om sommeren, når mange tog op i bjergene på rensdyrjagt. Men i dag regner man med, at Storeggaskredet kom i oktober, da folk sandsynligvis var vendt tilbage til bopladserne. Det var for sent på året til, at de kunne anskaffe nye vinterforsyninger. Var katastrofen sket i dag, var alle de norske byer på vestkysten blevet lagt under vand.  I nordiske farvande er det ikke undersøiske jordskælv, der udløser tsunamier, men derimod skred, som det skete i Loen i 1905 og 1936  og Tafjord. Norge ligger højt på listen over europæiske lande, hvor folk har mistet livet i tsunamier de sidste 100 år. I Tafjord lagde stenmasser et lokalsamfund i ruiner den 7. april 1934. Skredene i Tafjord og Loen tog sammenlagt 174 liv.